# Old Bed Eyre
La rivière Old Bed Eyre  (en anglais : Old Bed Eyre River) est un cours d’eau de la région de  Canterbury de l’Île du Sud de la Nouvelle-Zélande.

## Géographie
Elle siège au sud de la rivière Eyre, dans laquelle elle se déverse à proximité de la ville de Kaiapoi.